# Exportação

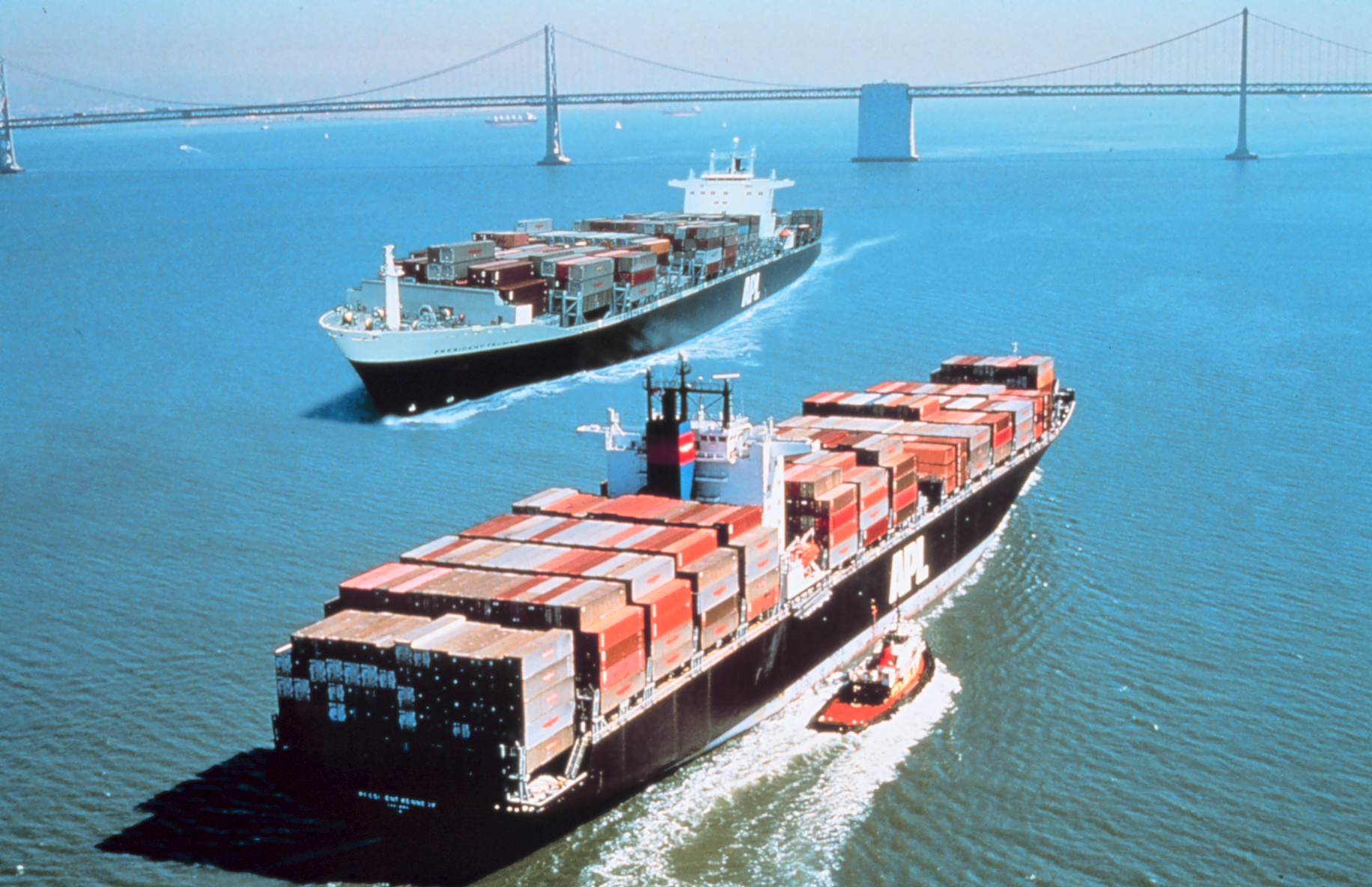
Navios porta-contêineres President Truman (IMO 8616283) e President Kennedy (IMO 8616295) em São Francisco.

Exportação é a saída de bens, produtos e serviços do país de origem. Esta operação pode envolver pagamento, como venda de produtos, ou não, como nas doações.

## Tipos de Exportação
A exportação pode ser caracterizada como Perfeita e Imperfeita e Direta ou Indireta.
A exportação perfeita ocorre quando a própria empresa faz a exportação, sem a utilização de intermediários no processo de introdução do produto no mercado-alvo.
Exportação imperfeita trata-se de uma alternativa disponível para empresas que desejam iniciar seu processo de internacionalização, porém não possuem experiência suficiente para fazê-lo de forma independente.
Exportação Direta: esta modalidade consiste na operação em que o produto exportado é faturado pelo próprio produtor ao importador. Para esta operação a empresa necessita ter o conhecimento do processo de exportação para todo seu percurso. Nesta modalidade, o produto exportado é isento do IPI e não ocorre a incidência do ICMS. No caso do ICMS, é recomendável consultar as autoridades fazendárias estaduais, sobretudo quando houver créditos a receber e insumos adquiridos em outros Estados.
Exportação Indireta: é a modalidade realizada por intermédio de empresas estabelecidas no Brasil, que adquirem produtos para exportá-los. Essas empresas podem ser: - trading companies; empresas comerciais exclusivamente exportadoras;  empresa comercial que opera no mercado interno e externo; etc.

## Roteiro básico para exportar produtos
1. Identificar possíveis compradores no mercado externo;[5]
2. Enquadrar a exportação às normas nacionais e internacionais;
3. Registrar e credenciar a sua empresa como exportadora junto ao DECEX/SECEX e Secretaria da Receita Federal;
4. Contatar o possível comprador e apresentar a empresa e o produto;
5. Preparar o preço FOB ou FCA como básico (ou pelo INCOTERM que o importador solicitar);
6. Definir condições de preço, forma de pagamento, entrega, embalagem, etc;
7. Emitir e enviar a fatura Pro Forma para o importador analisar e confirmar negócio;
8. Receber a formalização do negócio [pedido de compra (Purchase Order)] por parte do importador;
9. Registrar a Exportação no SISCOMEX (Sistema Integrado de Comércio Exterior);
10. Produção da mercadoria para entregar no prazo;
11. Contratar empresa para o transporte internacional;
12. Efetuar ou contratar despachante aduaneiro para cumprir os transmites de despacho;
13. Emitir documentos fiscais, comerciais e financeiros;
14. Fechar o cambio de exportação com o banco autorizador (Banco Negociador);
15. Acompanhar a chegada da mercadoria no destino;
16. Receber o pagamento através do Banco Negociador num determinado pais.

## Estatísticas Relacionadas
Em 2001... (Fonte OMC)
- Na UE - 2 250 milhares de milhões de dólares
- Na NAFTA - 1 125 milhares de milhões de dólares
- Na EAEC - 1 651 milhares de milhões de dólares
- Na CCG - 100 milhares de milhões de dólares
- Na UMA - 100 milhares de milhões de dólares
- Na CEFTA - 125 milhares de milhões de dólares
- Na SADC - 36 milhares de milhões de dólares
- Na ALADI - 330 milhares de milhões de dólares

## Exportações Portuguesas
O reforço do ímpeto exportador foi das maiores transformações da economia portuguesa na última década. As exportações de bens e serviços representavam 38,1% do PIB em 2014 e 45,9% em 2023. As exportações de serviços passaram, no mesmo período, de 11,6% para 16,4%, e as de bens de 26,5% para 29,5%.

### Exportação de bens
Em 2024, os principais mercados para quais Portugal exportou foram:
1. Espanha, 19,06%
2. Alemanha, 9,31%
3. França, 8,95%
4. EUA, 4,93%
5. Reino Unido, 3,28%
6. Itália, 3,27%
7. Países Baixos, 2,61%
8. Bélgica, 1,91%
9. Marrocos, 1,12%
10. Polónia, 1,11%